# Мачульський Анатолій Давидович
Анатол́ій Давид́ович Мач́ульський (24 вересня 1956, Бежецьк, СРСР — 17 лютого 2017, Лондон, Велика Британія) — радянський, український та російський шахіст, гросмейстер (1991). Засновник найбільшої в Росії букмекерської компанії «Фонбет» (1994).

## Біографія
Анатолій Мачульський був видатним шахістом та успішним бізнесменом. Народився у 1956 році в невеликому містечку Бежецьк, Тверська область. З раннього віку захоплювався шахами. На той час уже проживав у Харкові, його тренером був Олександр Мацкевич. У 16 років став чемпіоном СРСР серед юніорів (1973) та пробився у півфінал дорослого чемпіонату СРСР. За цей успіх йому одразу присвоїли звання майстра, що в ті часи для такого віку було великою рідкістю.
Мачульський і далі виступав на турнірах високого рівня: Кубок СРСР, всесоюзний відбірковий турнір, командні чемпіонати країни. У 1978 році Анатолій взяв участь у найсильнішому за складом чемпіонаті СРСР серед молодих майстрів, де посів місце в середині турнірної таблиці.
За період з 1976 по 1984 роки п'ять разів грав у фінальних частинах чемпіонатів України, де його найкращим результатом було 9 місце у 1984 році.
У 1986—1988 роках Мачульський отримав право грати на кількох міжнародних турнірах, і він скористався цією можливістю. Після хороших результатів у Старий Смоковець (Чехословаччина), Шибенику та Новий Сад (Югославія) радянський майстер спорту здобув звання міжнародного майстра.
У 1989 році Анатолій виграв великий круговий турнір у Києві, де змагалися багато сильних українських гросмейстерів, а потім виконав ще одну норму в Алмати, обійшовши таких легендарних гравців, як Віталій Цешковський, Нухим Рашковський і Володимир Маланюк. Потім він здобув перемогу на престижному турнірі в Єкатеринбурзі, а після успішного виступу на турнірі в Малазі (2 місце) отримав звання гросмейстера (1991).
Анатолій Мачульський з ранніх років проявляв виняткові здібності не лише в шахах, а й у карткових іграх. Його гострий розум та вміння прогнозувати поведінку суперника допомагали досягати успіху. Однак у 1994 році він ухвалив доленосне рішення — залишити великі шахи й присвятити себе бізнесу. Тоді ж у Москві він заснував букмекерську контору «Ф. О. Н.» (тепер — «Фонбет»), що швидко здобула популярність.
Розвиток бізнесу відкрив для Анатолія нові перспективи — він переїхав до США. Там він став організатором та спонсором шахових турнірів у США та Великій Британії, зокрема організатором турнірів пам'яті гросмейстерів Ігоря Платонова та Юрія Разуваєва, що проходили у США.
Останні роки життя провів у Лондоні, де помер 17 лютого 2017 року. Його внесок у шахи та бізнес залишив значний слід у цих сферах.
Переможець першості ВЦРПС (1977). Найкращі результати у міжнародних змаганнях: Шильде (1974) — 1-е; Старий Смоковець (1986) та Прага (1987, серпень) — 2-е; Новий Сад (1987) та Шибеник(1988) — 1—6-е; Київ та Свердловськ (1989) — 1-е; Алма-Ата (1989) — 3-є місця.

## Турнірні результати

### Чемпіонати України
Анатолій Мачульський зіграв у п'яти фінальних турнірах чемпіонатів України, набравши загалом 25½ очок з 57 можливих (без врахування результатів 1980 року).
| Рік  | Місто   | Турнір                 | + | − | =  | Результат | Місце |
| ---- | ------- | ---------------------- | - | - | -- | --------- | ----- |
| 1976 | Донецьк | 45-й чемпіонат України | 2 | 5 | 6  | 5 з 13    | 12—13 |
| 1980 | Харків  | 49-й чемпіонат України | 1 | 2 | 1  | ? з 13    | ?     |
| 1981 | Ялта    | 50-й чемпіонат України | 1 | 3 | 10 | 6 з 14    | 9—10  |
| 1982 | Ялта    | 51-й чемпіонат України | 4 | 5 | 6  | 7 з 15    | 10—11 |
| 1984 | Київ    | 53-й чемпіонат України | 3 | 3 | 9  | 7½ з 15   | 9     |

### Інші турніри
| Рік  | Місто            | Турнір                                   | + | − | =  | Результат | Місце  |
| ---- | ---------------- | ---------------------------------------- | - | - | -- | --------- | ------ |
| 1973 | Кишинів          | Чемпіонат СРСР серед юніорів             | 5 | 0 | 4  | 7 з 9     | Gold   |
| 1973 | Кіровабад        | Півфінал 41-го чемпіонату СРСР           | 3 | 8 | 4  | 5 з 15    | 13—15  |
| 1974 | Челябінськ       | Чемпіонат СРСР серед молодих майстрів    | 3 | 5 | 7  | 6½ з 15   | 11—12  |
| 1974 | Шильде (Бельгія) | Міжнародний турнір серед юніорів         | 3 | 6 | 6  | 6 з 15    | 11—13  |
| 1975 | Львів            | Чемпіонат СРСР серед молодих майстрів    | 3 | 6 | 6  | 6 з 15    | 11—13  |
| 1975 | Челябінськ       | Відбірковий турнір 43-го чемпіонату СРСР | 2 | 3 | 8  | 6 з 13    | 38—48  |
| 1977 | Бєльці           | Відбірковий турнір 45-го чемпіонату СРСР | 5 | 3 | 5  | 7½ з 13   | 13—18  |
| 1977 | Алушта           | Меморіал Дуз-Хотимирського               |   |   |    | 9½ з 13   | Gold   |
| 1978 | Вільнюс          | Чемпіонат СРСР серед молодих майстрів    | 4 | 5 | 6  | 7 з 15    | 9—10   |
| 1978 | Владивосток      | Меморіал Зайцева                         | 5 | 0 | 10 | 10 з 15   | Silver |
| 1981 | Ташкент          | Меморіал Ходжаєва                        | 5 | 0 | 10 | 10 з 15   | —3     |
| 1985 | Тольятті         | Півфінал 53-го чемпіонату СРСР           | 0 | 6 | 9  | 4½ з 15   | 15     |
| 1986 | Старий Смоковець | Міжнародний турнір «Tatran Cup»          | 3 | 1 | 6  | 6 з 10    | —4     |
| 1989 | Алма-Ата         | Міжнародний турнір                       | 8 | 3 | 4  | 10 з 15   | Bronze |
| 1989 | Свердловськ      | Міжнародний турнір                       | 7 | 0 | 6  | 10 з 13   | Gold   |
| 1989 | Київ             | Міжнародний турнір                       | 5 | 0 | 6  | 8 з 11    | Gold   |
| 1991 | Москва           | Міжнародний турнір                       | 6 | 0 | 5  | 8½ з 11   | Silver |